# ایچیرو آریشیما
ایچیرو آریشیما (انگلیسی: Ichirō Arishima؛ ۱ مارس ۱۹۱۶ – July 20, 1987 (aged 71)) بازیگر اهل ژاپن بود.
از فیلم‌ها یا برنامه‌های تلویزیونی که وی در آن نقش داشته‌است می‌توان به ریکشا ران، کینگ کونگ در برابر گودزیلا اشاره کرد.